# Социалистическо движение в Сърбия
Социализъм в Сърбия пренасочва насам.  За политическия режим вижте Социалистическа република Сърбия.
Социалистическото движение в Сърбия е политическо движение, следващо идеологията на социализма, появило се в Сърбия в края на XIX век и съществуващо до наши дни.

## Предтоталитарен преиод
Социализмът прониква в Сърбия през 70-те години на XIX век, като активна роля за това изиграва Светозар Маркович, който основава първите социалистически групи и кооперации в страната, а през 1871 година издава първият социалистически вестник – „Радник“. След неговата смърт през 1875 година повечето му последователи, водени от Никола Пашич, се ориентират към местна адаптация на народничеството, която постепенно се отдалечава от социализма и става основна идеология на масовата Сръбска радикална партия. Други привърженици на Маркович, като Мита Ценич и Драгиша Станоевич, се придържат към социалистическото народничество, но не успяват да си създадат значима подкрепа.
През 90-те години на XIX век в страната се появяват първите марксисти, като Радован Драгович и Димитрие Туцович, които се ползват с влияние в Съюза на занаятчийските работници. След Майския преврат през 1903 година те основават Сръбската социалдемократическа партия, придържаща се към модела на германската Ерфуртска програма. Партията се придържа към класовия подход на марксизма и избягва търсенето на влияние извън работническите среди, като към 1911 година наброява по-малко от 3 хиляди членове, а най-големият ѝ изборен успех е две места в 160-членния парламент.